# Beetham Tower

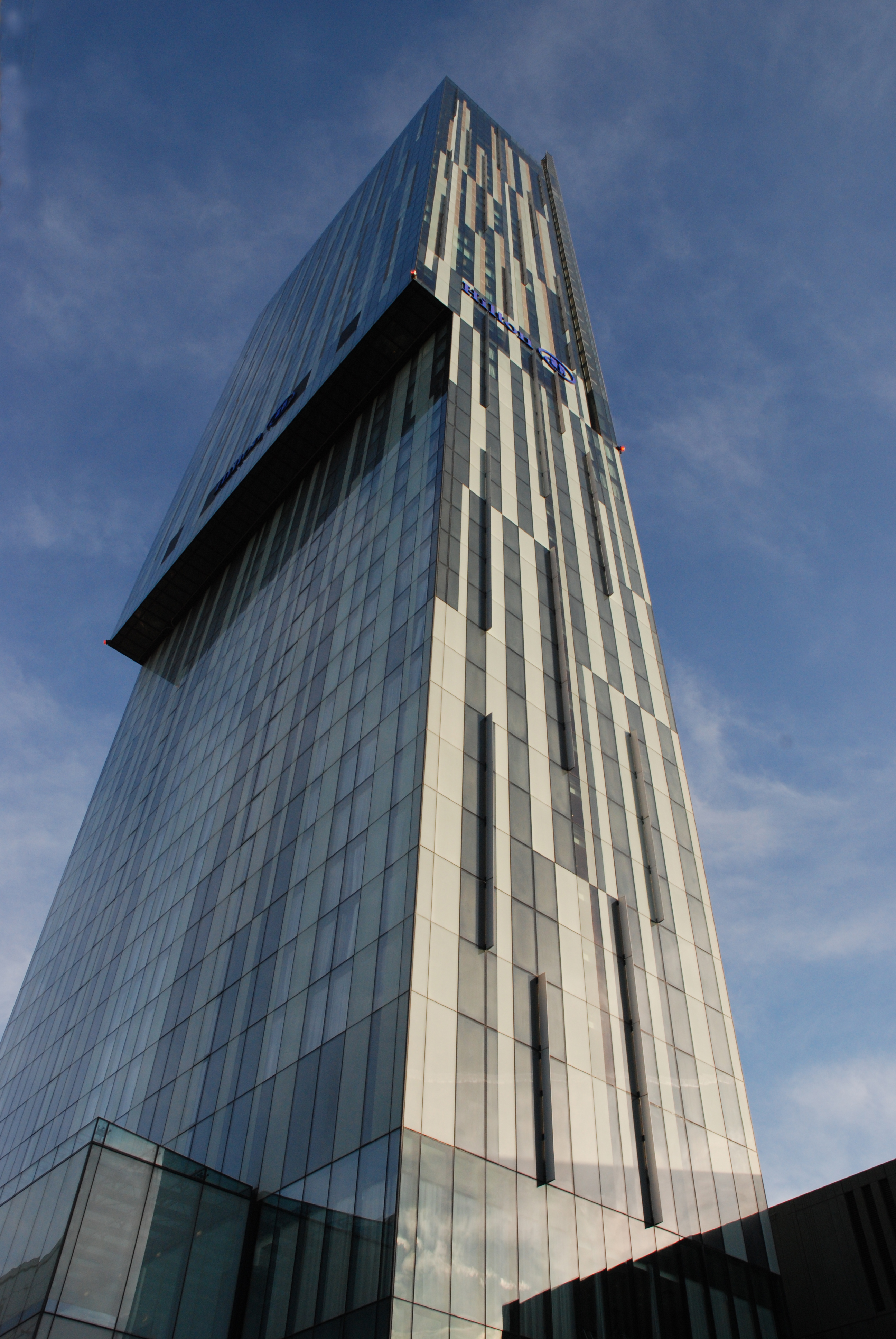
De Beetham Tower

De Beetham Tower is een wolkenkrabber in de Engelse stad Manchester. Het gebouw telt 47 verdiepingen en is genoemd naar de bouwpromotor, de Beetham Organisation. De wolkenkrabber werd in 2006 opgetrokken door bouwbedrijf Carillion en is met een hoogte van 168,87 m het op een na hoogste gebouw in de stad.
Anno 2009 zijn het Hiltonhotel (tot en met de 23e verdieping) en vanaf de 25e verdieping appartementen in de toren ondergebracht. Daarom wordt het gebouw ook Hilton-toren genoemd. De bovenste verdieping van het hotel is gedeeltelijk voorzien van een glazen vloer waardoor men uitzicht krijgt op de straat beneden.
De architect van het gebouw, Ian Simpson, verblijft in een penthouse op de bovenste verdiepingen. Zijn optrekje kostte hem 3 miljoen pond. In zijn tuin staan 21 bomen, eiken, olijf- en citroenbomen, om en bij 4 m hoog, die uit Italië werden ingevoerd en met een kraan ingeplant vooraleer het dak op het gebouw werd afgewerkt.
Het gebouw is ook berucht voor het luide, zoemende geluid dat het produceert tijdens hevige wind. 